# Brassia koehlerorum
Brassia koehlerorum är en orkidéart som beskrevs av Rudolf Schlechter. Brassia koehlerorum ingår i släktet Brassia och familjen orkidéer.
Artens utbredningsområde är Peru. Inga underarter finns listade i Catalogue of Life.